# 3122 Флоренс
3122 Флоренс (3122 Florence) — астероїд групи Амура, відкритий 2 березня 1981 року Шелте Басом в обсерваторії Сайдинг-Спрінг.
Тіссеранів параметр щодо Юпітера — 3,920.

## Назва
Астероїд названо на честь Флоренс Найтінгейл – британської медсестри і реформаторки медсестринської справи.

## Наближення до Землі
1 вересня 2017 року пройшов на відстані 0,047234 а. о. (7 066 600 км) від Землі. Він став найбільшим астероїдом, що настільки наблизився до Землі за всю історію спостережень НАСА. В кінці серпня - на початку вересня його яскравість наблизилася до 9-ї зоряної величини і його можна було спостерігати через невеликі телескопи.

## Супутники
Радіоспостереження, проведені з 29 серпня по 1 вересня 2017 року в обсерваторії Аресібо, показали наявність у об'єкта двох супутників. Їх діаметр становить від 100 до 300 метрів. Період обертання навколо астероїда ближчого з супутників – близько 8 годин. Більш віддаленого – 22-27 годин.